# Bahnhof Bibai
Der Bahnhof Bibai (jap. 美唄駅, Bibai-eki) ist ein Bahnhof auf der japanischen Insel Hokkaidō. Er befindet sich in der Unterpräfektur Sorachi auf dem Gebiet der Stadt Bibai.

## Beschreibung

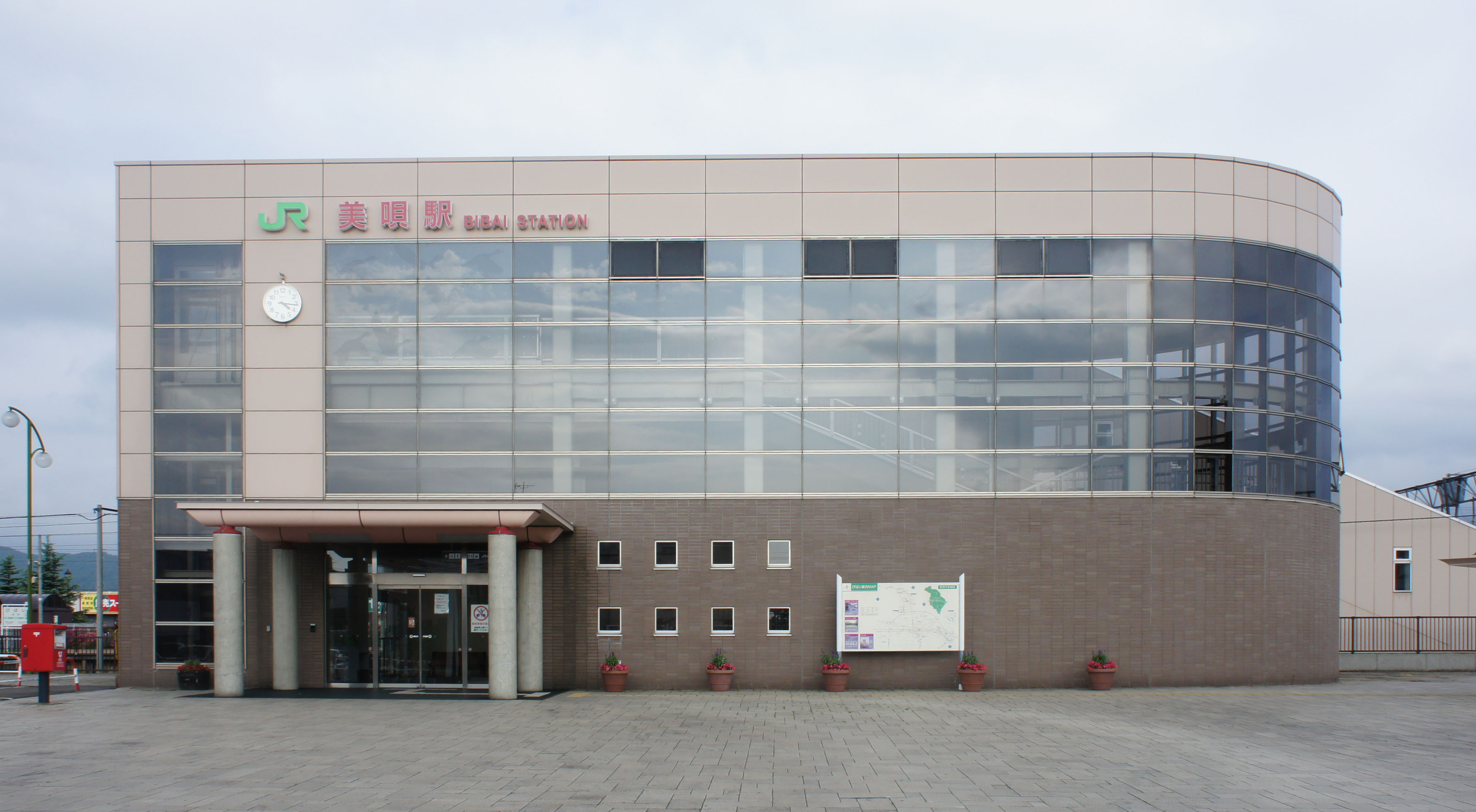
Westausgang des Bahnhofsgebäudes (Juli 2017)

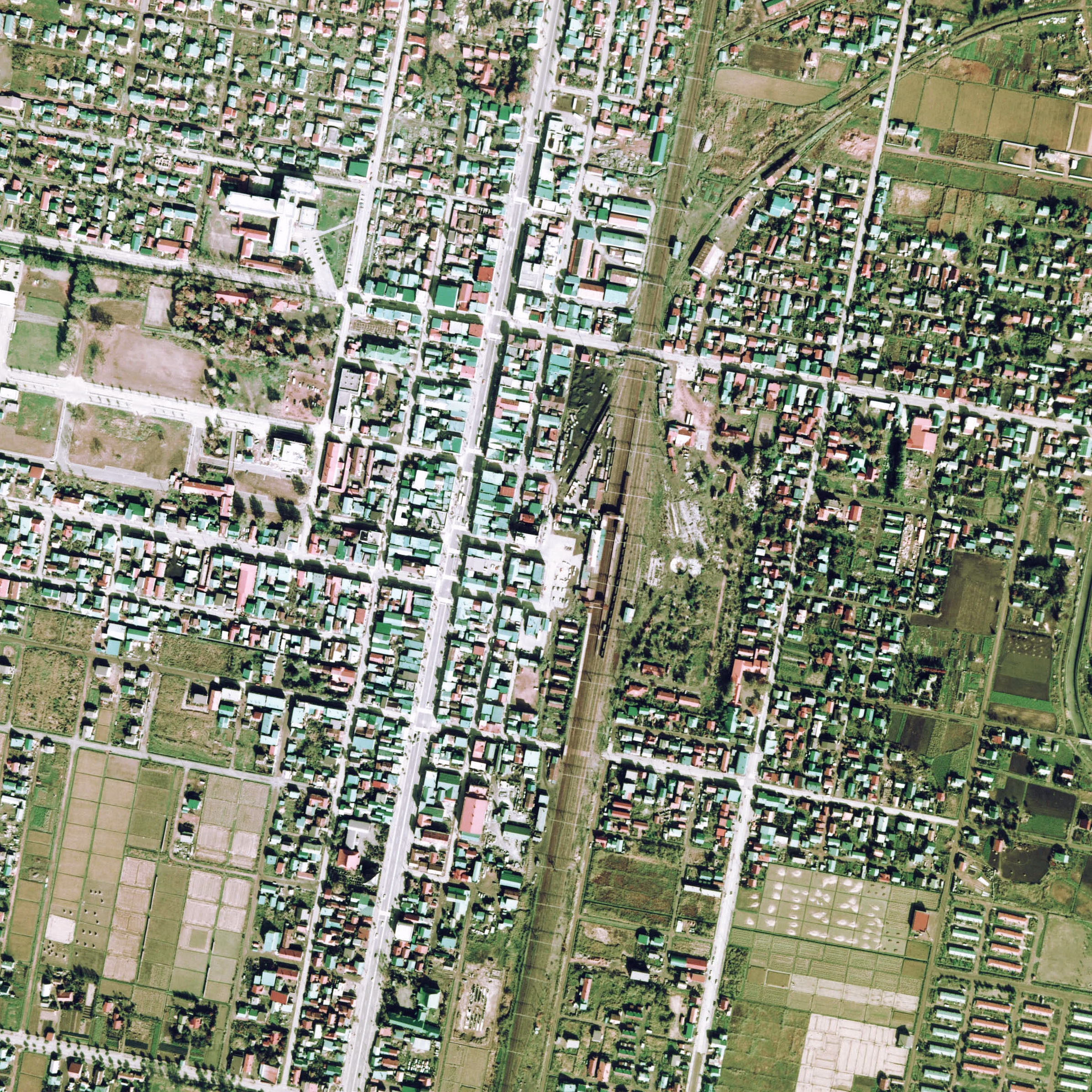
Luftansicht (1976)

Bibai ist ein Durchgangsbahnhof und früherer Trennungsbahnhof an der Hakodate-Hauptlinie zwischen Sapporo und Asahikawa, der bedeutendsten Bahnstrecke Hokkaidōs. Der im 30- oder 60-Minuten-Takt verkehrende Schnellzug Super Kamui stellt die rascheste Verbindung mit Sapporo und Asahikawa her. Ergänzt wird dieses Angebot durch die Schnellzüge Super Sōya und Sarobetsu von Sapporo nach Wakkanai sowie den Schnellzug Ochotsk von Sapporo nach Abashiri. Hinzu kommen alle 30 bis 90 Minuten Regionalzüge zwischen Iwamizawa und Takikawa. Auf dem westlichen Bahnhofsvorplatz halten verschiedene Buslinien der Gesellschaften Hokkaidō Chūō Bus, Bibai Jidōsha Gakkō und Bibai Shimin Bus.
Der im Stadtzentrum gelegene Bahnhof ist von Süden nach Norden ausgerichtet und besitzt drei Gleise, von denen zwei dem Personenverkehr dienen. Sie liegen an zwei Seitenbahnsteigen, mit einem Durchfahrtsgleis dazwischen. Das Empfangsgebäude besitzt die Form eines Reiterbahnhofs, der die gesamte Gleisanlage überspannt und eine Verbindung zwischen dem westlichen und dem östlichen Bahnhofsvorplatz herstellt.

## Geschichte
Die Bergbau- und Bahngesellschaft Hokkaidō Tankō Tetsudō eröffnete den Bahnhof Bibai am 5. Juli 1891, zusammen mit dem Streckenabschnitt zwischen Iwamizawa und der Sorachi-Brücke südlich von Takikawa. Ursprünglich befand sich der Bahnhof südlich des heutigen Standorts, wurde dann aber am 1. September 1901 wegen wiederholter Hochwasserschäden um rund 250 Meter verschoben. Nach der Verstaatlichung der Hokkaidō Tankō Tetsudō am 1. Oktober 1906 war das Eisenbahnamt (das spätere Eisenbahnministerium) für die gesamte Strecke von Sapporo nach Asahikawa zuständig.
Zur Erschließung mehrerer Kohlebergwerke östlich der Stadt eröffnete das Bergbau-Unternehmen Ishikari Sekitan am 5. November 1914 die 10,6 km lange Bibai-Bahnlinie nach Tokiwadai; ein Jahr später ging das Unternehmen mitsamt der Bahnstrecke in den Besitz des Mitsubishi-Konzerns über. Auf Wunsch des Mitsui-Konzerns baute das Eisenbahnministerium eine weitere Zweigstrecke zum Abtransport von Kohle. Sie war 3,0 km lang, führte zum Bergwerk Minami-Bibai und wurde am 1. Dezember 1931 eröffnet; betrieblich war sie ein Teil der Hakodate-Hauptlinie.
Mitsubishi legte die Strecke nach Tokiwadai am 1. Juni 1972 still, am 9. September 1973 folgte die Stilllegung der Strecke nach Minami-Bibai durch die Japanische Staatsbahn. Diese stellte am 15. November 1982 den übrigen Güterumschlag ein, am 14. März 1985 auch die Gepäckaufgabe. Im Rahmen der Staatsbahnprivatisierung ging der Bahnhof am 1. April 1987 in den Besitz der neuen Gesellschaft JR Hokkaido über. Sie ersetzte im Jahr 2002 das bisherige Empfangsgebäude durch einen Neubau.